# Iglesia de Santa María (Miranda de Ebro)
La iglesia de Santa María, o de Santa María de Altamira, de la localidad de Miranda de Ebro (Burgos, Castilla y León, España) es un templo católico edificado en el siglo XVI en estilo renacentista con elemento de arte gótico tardío. Se halla en el corazón del casco histórico de la ciudad junto al Teatro Apolo y destaca su robustez, que le da un aspecto de fortaleza.

## Historia
El actual edificio fue erigido en el segundo tercio del siglo XVI por Miguel de Mendizábal, Martín de Ibarguren y otros maestros. Anteriormente existía en el solar el llamado Hospital del Chantre, fundado por Pascual Martínez, Chantre de Calahorra, quien daba avituallamiento (pan, queso y agua) a los peregrinos que seguían la ruta del Camino Vasco del Interior. La primitiva iglesia de Santa María se ubicaba en lo alto del cerro de La Picota desde el siglo XII y según algunos descubrimientos, como capiteles, se deduce que era de estilo románico.
En 1358, Tello de Castilla, señor de Vizcaya, solicitó al obispado de Calahorra (Miranda pertenecía a dicho obispado) el terreno para construir el castillo de Miranda en lo alto del cerro de La Picota, lugar que estaba ocupado por la primitiva iglesia. Sin embargo, las obras de construcción del castillo no se iniciaron hasta 1449, cuando Pedro Sarmiento, Conde de Salinas, ocupó el templo y lo desmanteló. El conde de Salinas ocupó la iglesia en 1448 convirtiéndola en su torre fortaleza, pero un año después, cuando pierde el favor real, la iglesia es desmantelada y sus piedras bajadas al Hospital del Chantre donde hoy se levanta el nuevo templo.
Buena parte de su patrimonio artístico desapareció durante el transcurso de diferentes conflictos bélicos o en desastres naturales como los desbordamientos del río Ebro. Unos días antes del estallido de la guerra civil española en julio de 1936 el templo sufrió la quema de su magnífico retablo y mucho de su mobiliario y ajuar litúrgico.

## Descripción

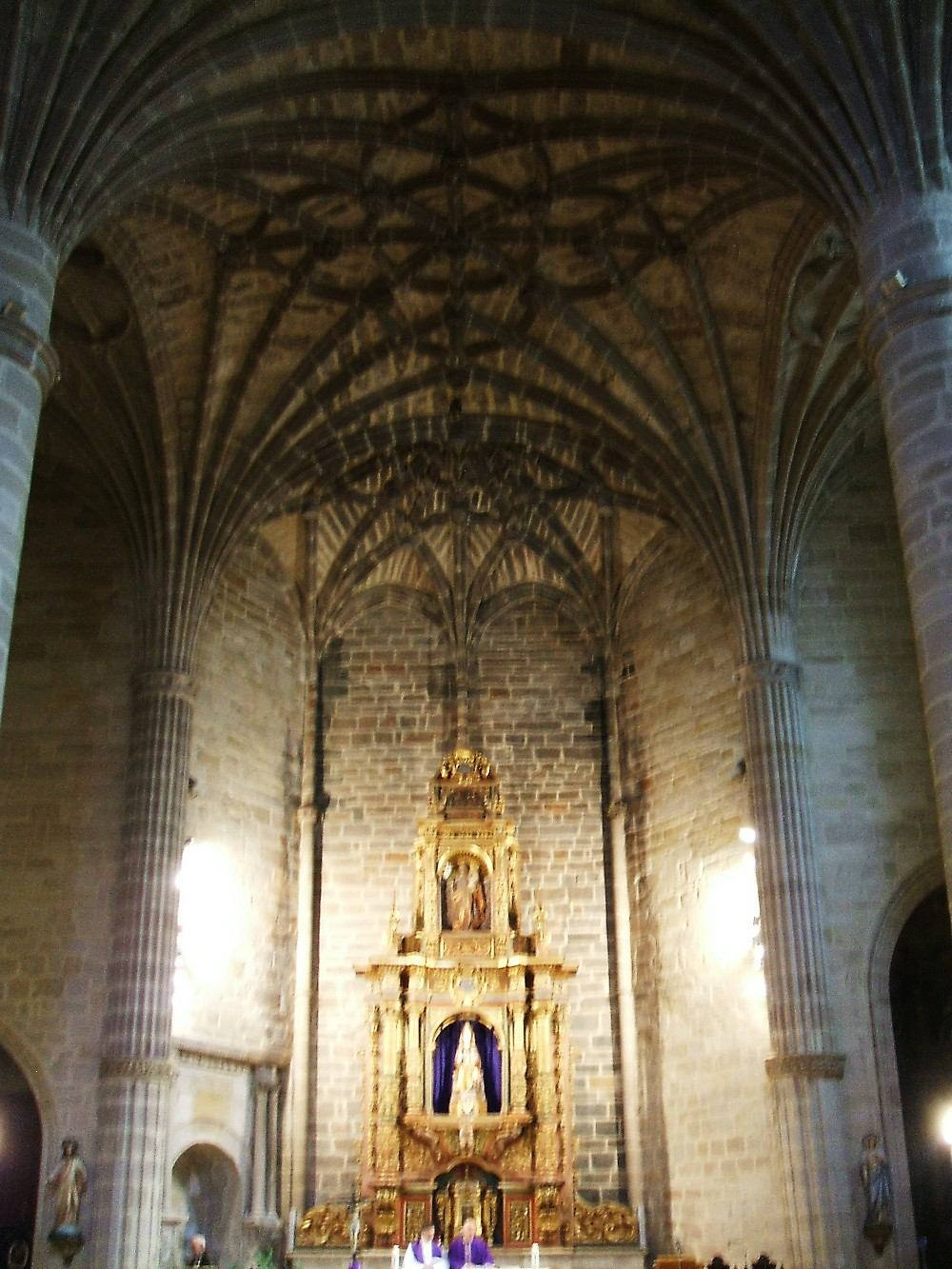
Cabecera de la iglesia.

La construcción de la iglesia arrancó en 1523 y finalizó cincuenta años más tarde, en 1571. Es una obra de estilo renacentista pero con algunos detalles del gótico más tardío, toda ella en sillería de piedra caliza. Se trata de una iglesia con planta de salón o hallenkirche que consta de tres naves de tres tramos y a la misma altura, coro elevado a los pies de la nave principal y bóvedas de crucería estrelladas de terceletes y combados. Las bóvedas son soportadas por 16 columnas: 12 están adosadas a lo largo de los lienzos perimetrales y presentan fuste acanalado, dando prolongación en forma de moldura a los numerosos nervios que convergen desde la plementería; los cuatro soportes principales son pilares columnarios lisos.
Algunos elementos arquitectónicos son posteriores a la construcción de la fábrica interior, como la galería que acoge el campanario junto a la torre (1629), una nueva sacristía (1633) y el pórtico, el coro y otra sacristía en el lado sur junto al pórtico (1741). La cubierta del pórtico era originalmente de teja, pero actualmente presenta una esbelta balaustrada que conforma una terraza.
El retablo mayor, adosado al paño central de un ábside de tres lados, está fechado en 1728 y corresponde al estilo barroco churrigueresco. Fue traído del Monasterio de Santa María la Real de Obarenes en la década de los años 1940 gracias a la gestión realizada ante el Arzobispado de Burgos por D. Ramiro Dulanto, miembro de una conocida familia de la ciudad. Preside el mismo la talla de la patrona titular del templo, la Virgen de Altamira, obra realizada en 1980 por el escultor madrileño José Rodríguez para sustituir a la anterior imagen, que a su vez sustituyó a la original, perdida en 1936 en el citado incendio provocado en vísperas de la guerra civil, de la que es fiel copia. La imagen responde al modelo de vírgenes góticas del último tercio del siglo XIII y mediados del siglo XIV, representadas en postura sedente y sosteniendo al Niño.

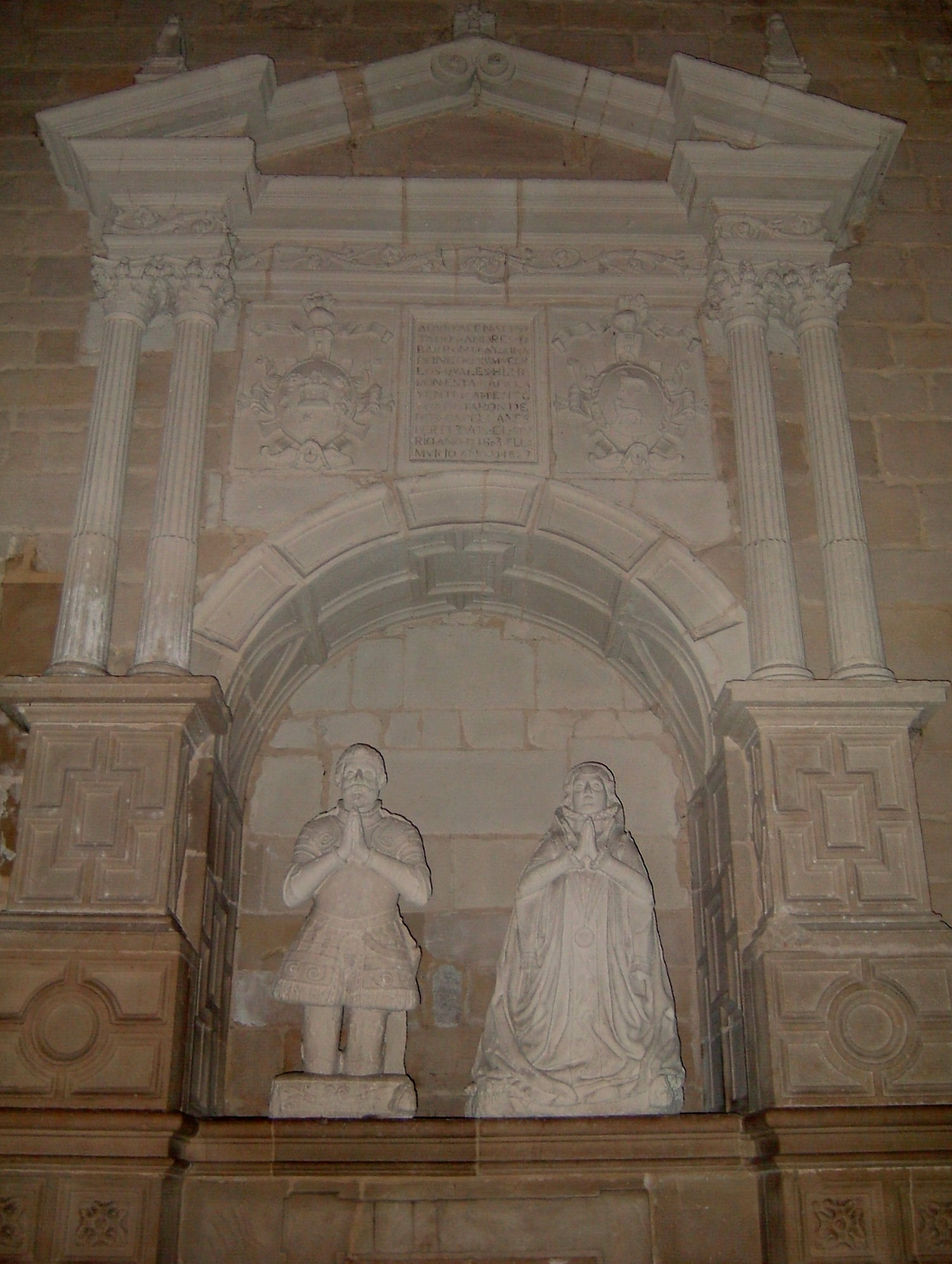
Capilla de San Andrés.

En el perímetro se abren diversas capillas que fueron financiadas por ricos particulares. La más destacada es la renacentista Capilla de San Andrés, abierta en 1587 por el cantero Juan Alonso de Rivas en el tramo anterior del lado del Evangelio para acoger el sepulcro de don Andrés Barrón. El monumento funerario sigue el modelo clasicista mediante el empleo de pares de columnas de orden corintio que sostienen un frontón y flanquean los escudos nobiliarios y, bajo arcosolio, los bultos orantes de Borrón y su esposa Catalina de Pinedo, esculpidos por el artista de Valpuesta Bartolomé de Angulo.
La capilla del Rosario resguarda uno de los pocos retablos que se salvaron de las pasadas calamidades, una mazonería barroca del segundo cuarto del siglo XVIII. En el lado izquierdo del presbiterio, junto al altar, se sitúa el sepulcro de la familia Varona. Bajo el coro, a los pies del templo, descansa desde el año 1812 el cuerpo momificado y vestido con suntuosos ropajes del Chantre de Calahorra.
El templo conserva en su interior casi todos los pasos procesionales de la Semana Santa mirandesa. Son tallas de los siglos XVII y XVIII, de autoría anónima la mayoría, vestidas con sedas y bordados confeccionados a finales del siglo XIX: El Cristo Crucificado (anónimo, 1630); Jesús atado a la columna (Bernardo de Cantolla, 1689); Cristo yacente (anónimo, 1730); Nuestra Señora de la Soledad (anónimo, 1739); Nazareno con la cruz (anónimo, 1780); Oración del huerto (anónimo, 1780).

## Galería de imágenes

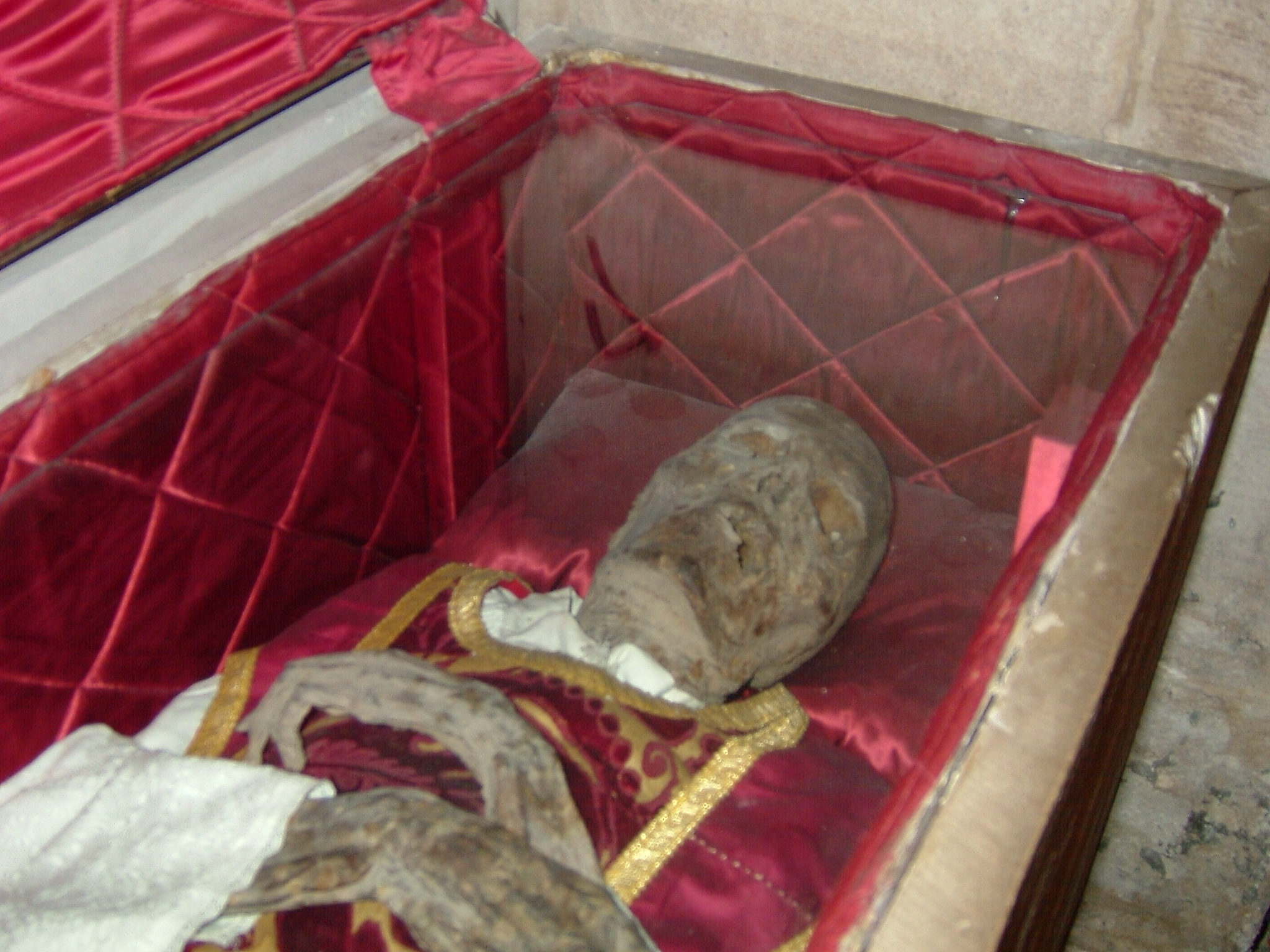
Cuerpo momificado del Chantre de Calahorra
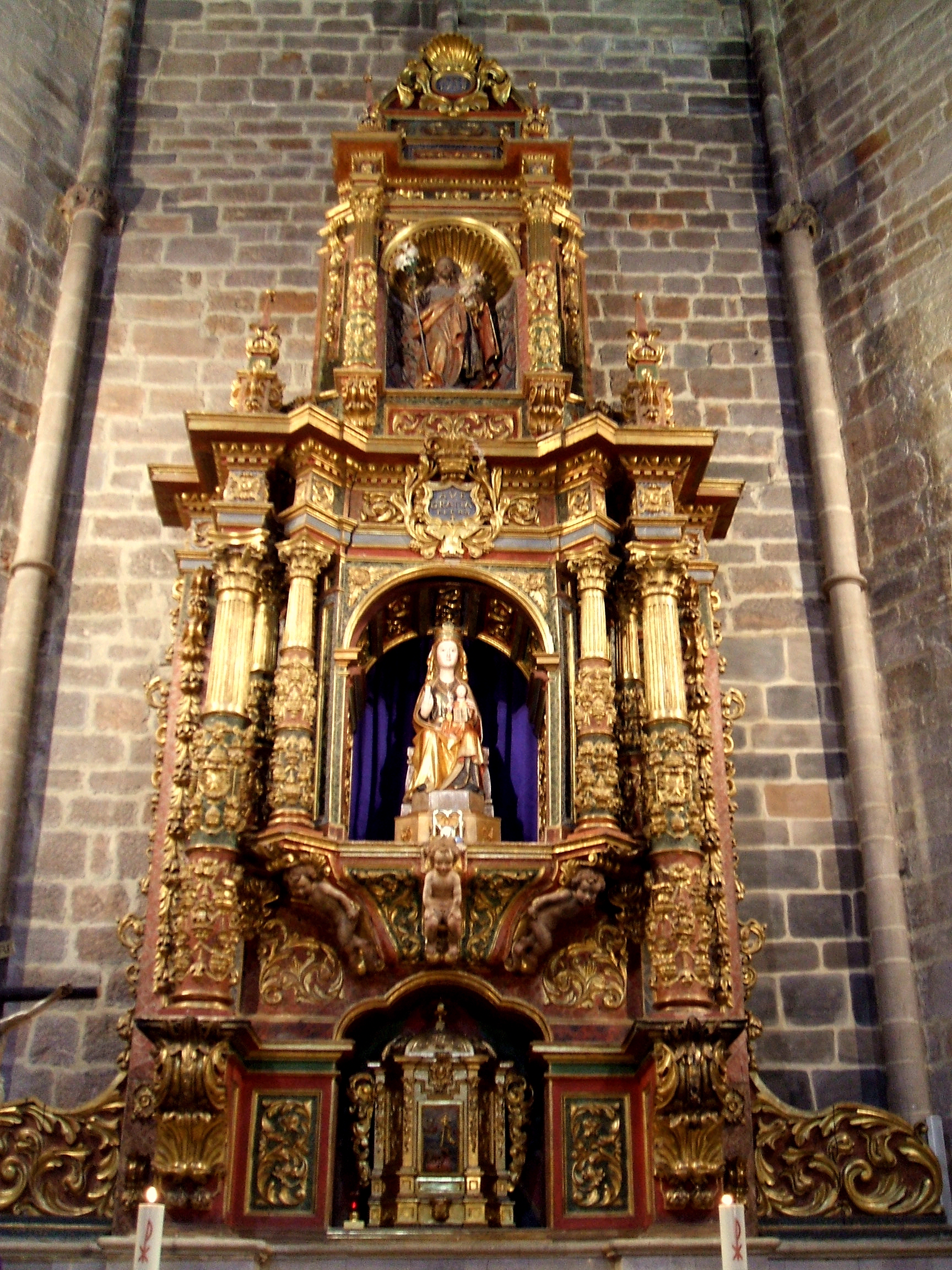
Retablo mayor con la Virgen de Altamira
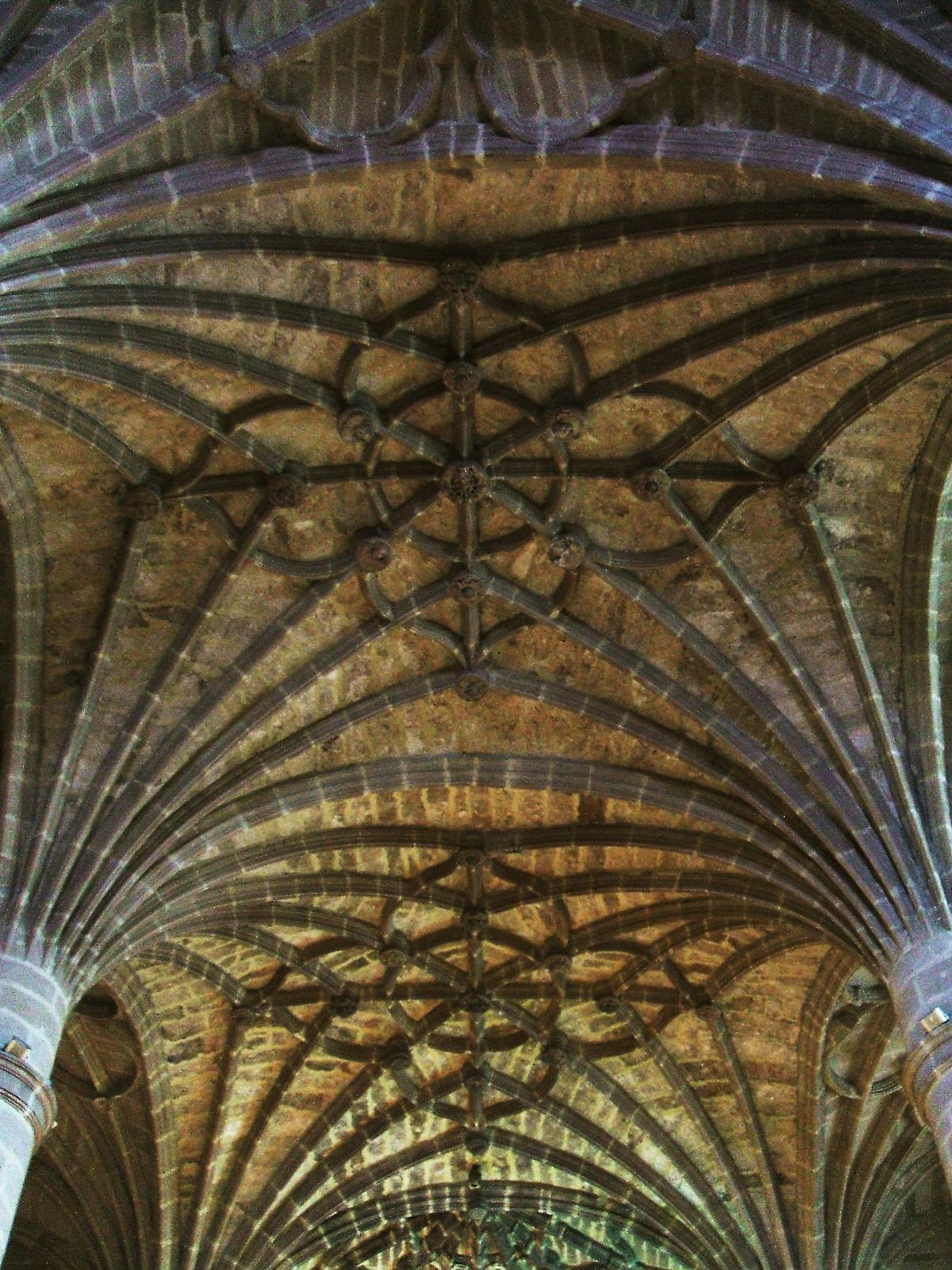
Bóvedas estrelladas
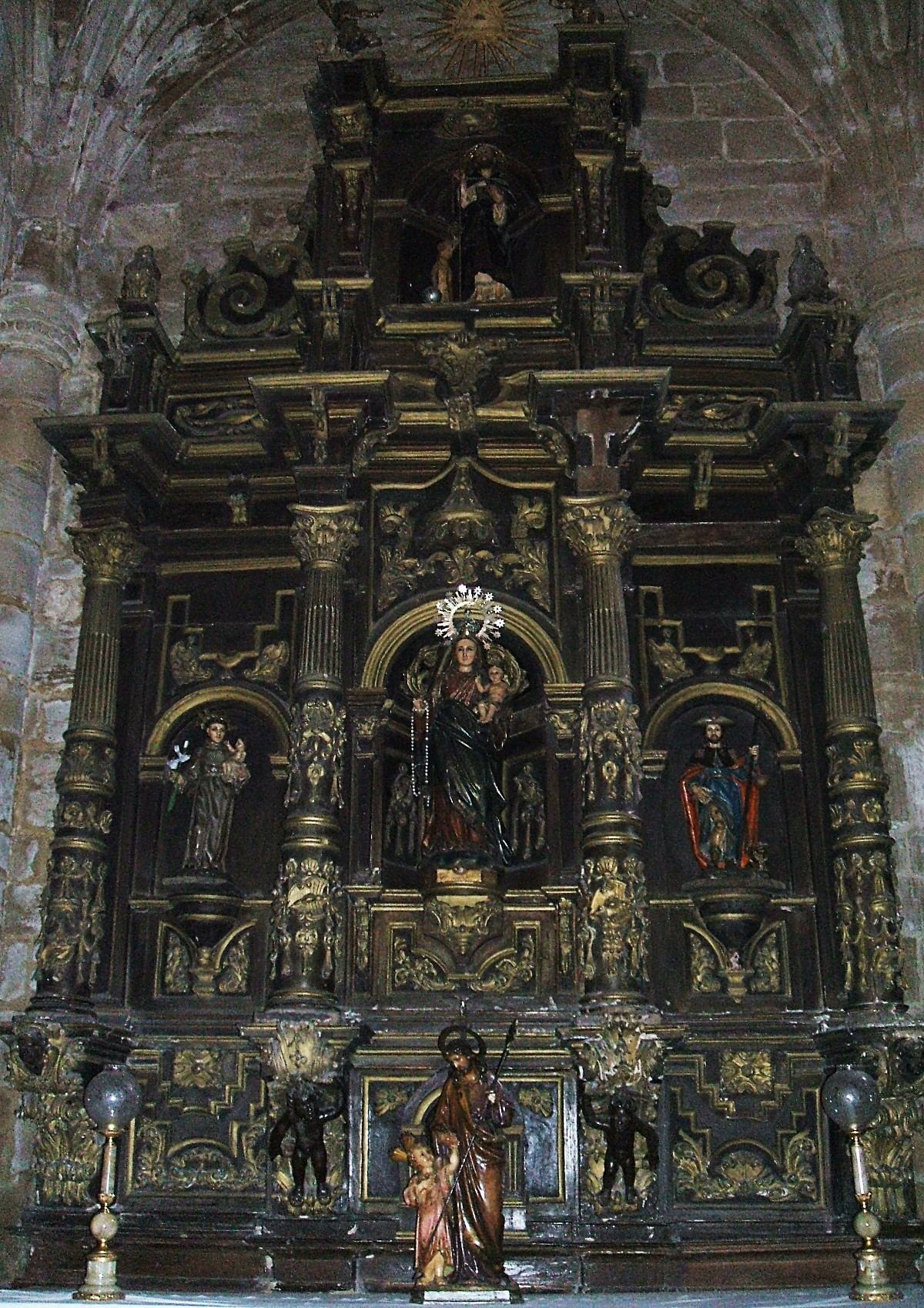
Retablo de la Capilla del Rosario
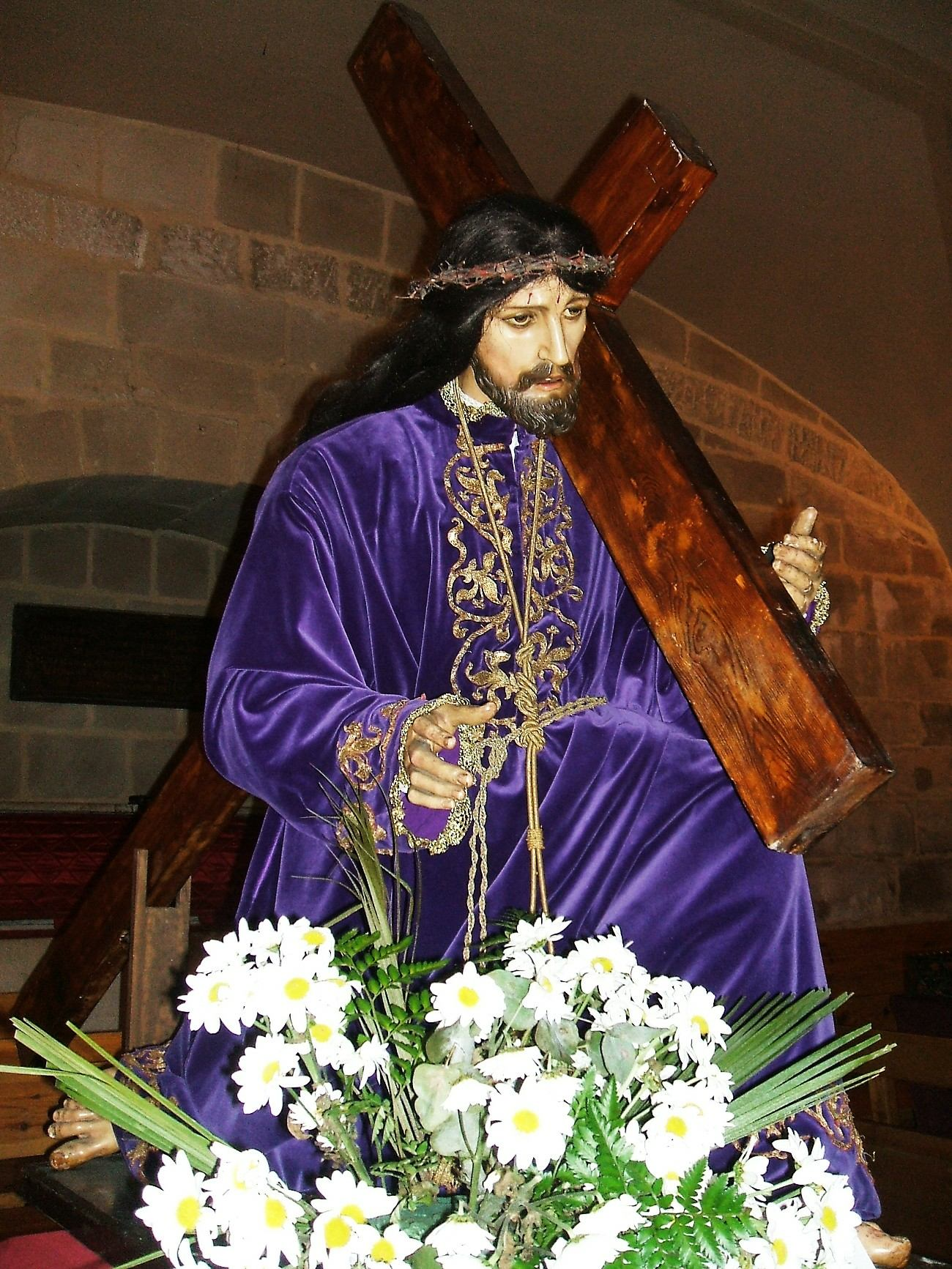
Nazareno con la cruz